# Cozzo
Cozzo – miejscowość i gmina we Włoszech, w regionie Lombardia, w prowincji Pawia.
Według danych na rok 2004 gminę zamieszkiwały 432 osoby, 25,4 os./km².